# 3780 Maury
3780 Maury eller 1985 RL är en asteroid i huvudbältet som upptäcktes den 14 september 1985 av den amerikanske astronomen Edward L.G. Bowell vid Anderson Mesa Station. Den är uppkallad efter den franske astronomen Alain Maury.
Asteroiden har en diameter på ungefär 12 kilometer och den tillhör asteroidgruppen Koronis.